# Sellinghausen
Sellinghausen ist ein Ortsteil der Stadt Schmallenberg in Nordrhein-Westfalen.

## Geografie

### Lage
Das Dorf liegt rund 3,5 km nordwestlich von Bad Fredeburg in einer Höhe von 432 m über NN. Um das Dorf liegt das Landschaftsschutzgebiet Ortsrandlage Sellinghausen. Südlich von Siedlinghausen entspringt der Hallebach. Der Bach fließt durch den Ort und mündet nördlich von Siedlinghausen in die Ilpe.

### Nachbarorte
Angrenzende Orte sind Altenilpe, Mailar und Dorlar.

## Geschichte
Der Ort wurde um 1300 erstmals urkundlich erwähnt. Ein Junker auf der Leiße besaß damals ein Gut in Sellinghausen. In „Selinchusen“ befanden sich auch zwei Hufe des Stiftes Meschede.
Frühe Anhaltspunkte über die Größe des Ortes ergeben sich aus einem Schatzungsregister (diente der Erhebung von Steuern) für das Jahr 1543. Demnach gab es in „Sellinghaußen“ fünf Schatzungspflichtige (Thonis Schulte sein Knecht, Johann Ferbers, Tilman Buelick und Dorpscheiper).
1819 lebten Sellinghausen insgesamt 70 Einwohner in 10 Häusern. Die Zahl der Häuser stieg bis zum Jahr 1865 auf 25 Häuser an. Im Jahr 1920 eröffnete die Schiefergrube in Sellinghausen. Mangels abbauwürdigen Schiefers wurde die Grube wenige Jahre später wieder geschlossen. Sellinghausen gehörte bis zur kommunalen Gebietsreform zur Gemeinde Dorlar. Seit dem 1. Januar 1975 ist Sellinghausen ein Ortsteil der neuen Stadt Schmallenberg. Der Ortsmittelpunkt wurde 2007 neu gestaltet.

## Religion

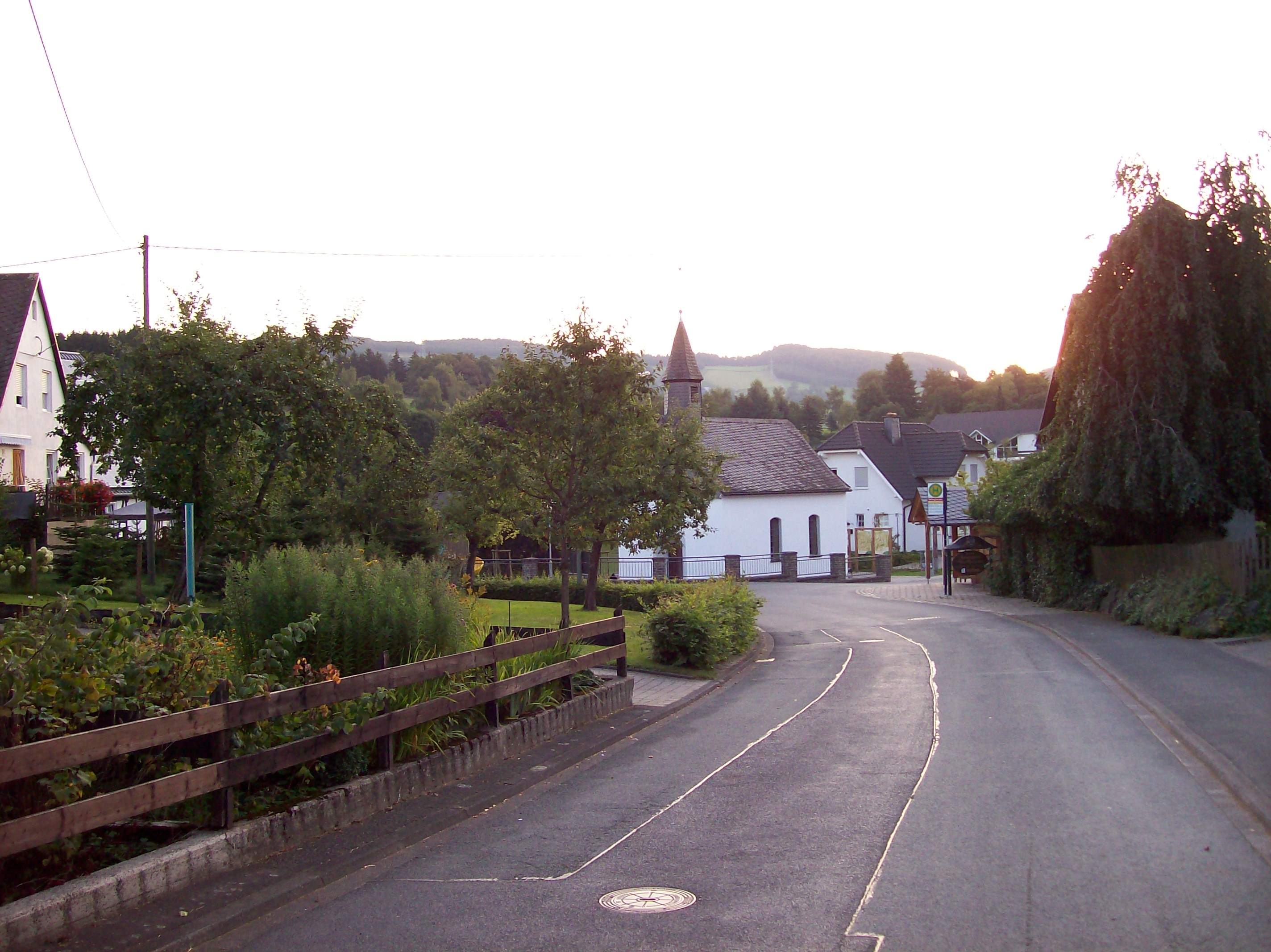
Kapelle in Sellinghausen

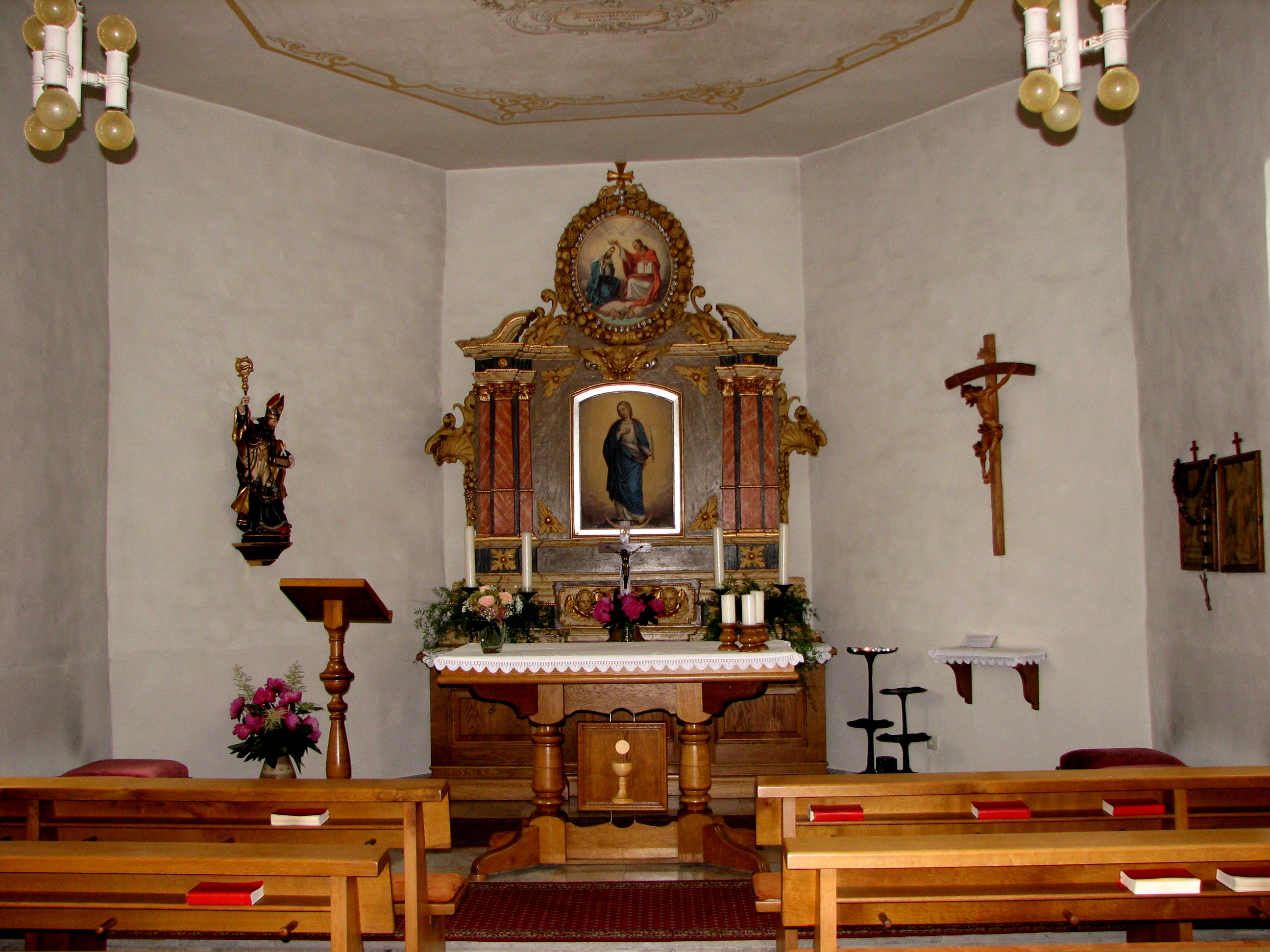
Altarraum

Die denkmalgeschützte St. Blasius Kapelle wurde in den 1880er Jahren in der Ortsmitte errichtet. Viele Sellinghauser beteiligten sich an den Bauarbeiten oder spendeten für die Kapelle.

## Wirtschaft
In Sellinghausen gibt es landwirtschaftliche und handwerkliche Betriebe sowie ein großes Hotel.

## Sport
Im Dorf sind folgende Sporteinrichtungen vorhanden: ein 18-Loch-Golfplatz, ein Skilift, ein zum Hotel gehörendes Erlebnisbad und ein Fußball-Rasenplatz.